# Provokative Therapie
Die Provokative Therapie ist eine von Frank Farrelly entwickelte Form der Psychotherapie, in der mit humorvoller Provokation der Widerspruchsgeist, die Selbstverantwortung und die Eigenständigkeit des Klienten geweckt und entwickelt werden sollen.

## Konzept
Die Provokative Therapie wurde Anfang der 1960er Jahre vom amerikanischen Therapeuten Frank Farrelly entwickelt. Er arbeitete zu der Zeit in einem psychiatrischen Krankenhaus mit psychisch schwer gestörten Patienten und es gelang ihm in den Folgejahren, etliche dieser Patienten aus der Psychiatrie „hinauszuprovozieren“.
Die Provokative Therapie versteht sich als eine lösungsorientierte Kurztherapie. In der Provokativen Therapie wird das spielerische Element in der Therapie betont. Vom Therapeuten werden echte Wertschätzung gegenüber dem Klienten, Empathie, Rapport, Kreativität, ungewöhnliche Reaktionen und Selbstvertrauen in die eigene Intuition erwartet. Die Methode will konstruktive emotionale Reaktionen provokativ herausfordern und nicht verletzen oder  beleidigen.
Die Grundidee ist, dass der Therapeut die selbstschädigenden Verhaltensweisen des Klienten humorvoll persifliert, so dass der Klient selbst sein Verhalten erkennt und darüber lachen kann („ihm humorvoll der Spiegel vorgehalten wird“) und er damit größere mentale Distanz und Freiheit gewinnt. Darüber hinaus wagt der provokative Therapeut Bewertungen auszusprechen, die der Klient insgeheim zwar selbst denkt, aber für sich behält. So kann es denn gut sein, dass der provokative Therapeut eine (in Worten) abschätzige Bemerkung über das Äußere oder die Intelligenz des Klienten macht, dies aber durch Übertreibungen, Stimmton und Gesichtsausdruck („augenzwinkernd“) anders konnotiert, und damit eine Umdeutung anbietet. Der Klient erlebt, dass das von ihm insgeheim Gedachte, vor dem er selbst so viel Angst hatte und was er selbst so schrecklich fand, dass es unaussprechlich blieb, doch ausgesprochen werden kann. Und gleichzeitig erlebt er eine Neubewertung des „Schrecklichen“, so dass er befreiend lachen und sich von den lähmenden Gedanken distanzieren kann.
Ähnlich wie im hypnotherapeutischen Ansatz von Milton H. Erickson wird die Reaktanz des Klienten provoziert, um Veränderung zu bewirken. Die Absicht ist, den Klienten dazu zu bewegen, dem Therapeuten zu widersprechen, dadurch widerspricht er sich aber selbst und das bisherige  einschränkende Glaubenssystem wird dadurch geschwächt, im besten Fall komplett entmachtet.